# زوران زيفكوفيتش
زوران زيفكوفيتش (بالسيريلية الصربية: Зоран Живковић) (و. 1960  م) هو سياسي، واقتصادي صربي، ولد في نيش، هو عضوٌ في الحزب الديمقراطي الصربي.

## مناصب
تولى منصب Minister of the Interior of Yugoslavia ‏
- عضو الجمعية الوطنية في صربيا.

## التعليم
تعلم في جامعة بلغراد.

## روابط خارجية
- زوران زيفكوفيتش على موقع الموسوعة البريطانية (الإنجليزية)
- زوران زيفكوفيتش على موقع مونزينجر (الألمانية)